# Maximus Caesar

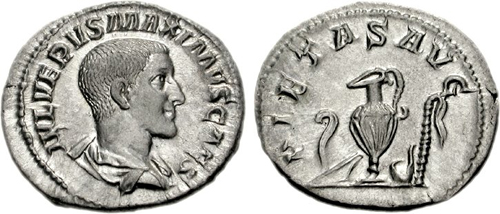
Denar des Maximus

Maximus Caesar (eigentlich Gaius Iulius Verus Maximus; * 216; † April 238 bei Aquileia) war der Sohn des römischen Kaisers Maximinus Thrax und dessen Frau Caecilia Paulina.
Im Jahr 236, ein Jahr nach der Regierungsübernahme seines Vaters, wurde Maximus vom Senat der Titel Caesar verliehen, womit er zum Thronerben und Mitregenten bestimmt wurde. Wenngleich er sich selbst Germanicus nannte, soll sich Maximus laut späteren Quellen kaum um militärische Angelegenheiten gekümmert, sondern vorzugsweise dem Luxus gefrönt haben. Trifft dies zu, so zog er sich vielleicht auf diese Weise den Unmut der Legionäre auf sich, die bei der Ermordung des Vaters im April 238 bei Aquileia die Gelegenheit nutzten, sich auch des präsumtiven Nachfolgers zu entledigen. Nach anderer Lesart war Maximus hingegen ein gebildeter, umgänglicher junger Mann, der geeignet gewesen wäre, das Verhältnis seines Vaters zum Senat zu verbessern, hätte ihn dieser nach Rom gesandt. Die abgeschlagenen Häupter von Vater und Sohn wurden in Rom zur Schau gestellt.